# Stazione di Amendolara-Oriolo
La stazione di Amendolara-Oriolo è una stazione ferroviaria posta sulla linea Taranto-Reggio di Calabria. Serve i centri abitati di Amendolara e di Oriolo. La stazione è servita, all’estate 2024, da un solo treno regionale del servizio “Magna Grecia Line” operato da Trenitalia, circolante esclusivamente il sabato e la domenica dal 9 giugno al 29 settembre, con partenza dalla stazione di Taranto e arrivo presso la stazione di Sibari.

## Interscambi
- Fermata autobus